# جاش اونز
جاش اونز (انگلیسی: Josh Owens؛ زادهٔ ۷ دسامبر ۱۹۸۸) بازیکن بسکتبال اهل ایالات متحده آمریکا است.